# Openbaar bestuur
Openbaar bestuur is het geheel van structuren en processen waarbinnen voor de maatschappij bindende beslissingen worden genomen. Beslissingen zijn bindend als degenen op wie zij zich richten zich niet aan de werking ervan kunnen onttrekken. Het openbaar bestuur bevat bestuurlijke gezagsdragers (politieke ambtsdragers) en het (uitvoerend) ambtelijk apparaat. 
- Openbaar bestuur in enge zin bevat het binnenlandse bestuur. In Nederland is het ingedeeld in vier lagen: rijk, provincies, gemeenten en waterschappen. Het rijk behartigt de zaken van nationaal belang. Provincies, gemeenten en waterschappen zijn in Nederlands staatsbestel decentrale of mede-overheden. Provincies en gemeenten hebben een meer algemene taak, terwijl de waterschappen een functionele taak hebben, te weten de waterstaatkundige verzorging van een bepaald territoriaal gebied. Nederland kent ook zelfstandige  bestuursorganen, die zelfstandig een overheidstaak uitvoeren die bij wet of algemene maatregel van bestuur aan hen is opgedragen.

- Openbaar bestuur in ruime zin omvat behalve het binnenlandse bestuur ook maatschappelijke organisaties, groeperingen en instellingen die weinig of geen officiële bevoegdheden hebben maar die wel een belangrijke rol spelen bij het tot stand komen van bindende beslissingen. Men spreekt in dit verband ook wel van de publieke sector.

De wetenschappelijke discipline die zich bezighoudt met (het functioneren van) het openbaar bestuur is de bestuurskunde.